# Triplaris cumingiana
Triplaris cumingiana là một loài thực vật có hoa trong họ Rau răm. Loài này được Fisch. & C.A.Mey. miêu tả khoa học đầu tiên năm 1845.